# Binnenpolder van Besoijen
De Binnenpolder van Besoijen was een waterschap in de Nederlandse provincie Noord-Brabant. Het werkgebied bevatte de binnenpolder van Besoijen; dit was de polder ten zuiden van het dorp. De polder ten noorden van het dorp had een eigen waterschap genaamd de Buitenpolder van Besoijen. Het waterschap werd in de tweede helft van de 16de eeuw opgericht. Tot 1848 vormde het polderbestuur samen met het gemeentebestuur van Besoyen een personele unie.

## Opheffing en samenvoegen
In 1959 werd het waterschap opgeheven en werden de taken overgedragen aan het waterschap Het Zuiderafwateringskanaal. Dit gebeurde met alle waterschappen van de Langstraatsche Polders. Het Zuiderafwateringskanaal ging in 1976 op in het waterschap De Dongenstroom.